# Hermann Otto Sleumer
Hermann Otto Sleumer, född den 21 februari 1906 i Saarbrücken, död den 1 oktober 1993 i Oegstgeest, var en ursprungligen tysk botaniker, men sedermera nederländsk medborgare.
Sleumer intresserade sig främst för fröväxter (Spermatophytes).
Han var enastående produktiv. IPNI listar 2 119 arter han beskrivit.
Auktorsnamnet Sleum. kan användas för Hermann Otto Sleumer i samband med ett vetenskapligt namn inom botaniken; se Wikipediaartiklar som länkar till auktorsnamnet.
Auktorsnamnet Sleumer kan användas för Hermann Otto Sleumer i samband med ett vetenskapligt namn inom botaniken; se Wikipediaartiklar som länkar till auktorsnamnet.

## Biografi[2]
Sleumer studerade farmakologi vid Tübingens universitet 1927–1928 och fortsatte i München där han avlade examen 1929. Han fortsatte med att studera biologi i Freiburg im Breisgau där han blev filosofie doktor 1932. Han arbetade sedan vid Badisches Weinbau-Institut i Freiburg 1932–1933, Botanisches Museum i Berlin-Dahlem 1943–1949 och vid Instituto Miguel Lillo i Tucumán, Argentina 1949–1953. Han var vetenskaplig medarbetare för Flora malesiana 1953–1956 och senior curator vid Rijksherbarium 1956–1973.

## Eponymer
- (Apocynaceae)
  - Alyxia sleumeri Markgr.
- (Begoniaceae)
  - Begonia sleumeri L.B.Sm. & B.G.Schub.
- (Celastraceae)
  - Nicobariodendron sleumeri Vasudeva Rao & Chakrab.
- (Ericaceae)
  - Gaultheria sleumeriana Luíza Sumiko Kinoshita-GouvêaKin.-Gouv.
- (Flacourtiaceae)
  - Euceraea sleumeriana Steyerm. & Maguire
  - Homalium sleumerianum Lescot
- (Icacinaceae)
  - Sleumeria Utteridge, Nagam. & Teo
    - Sleumeria auriculata
- (Olacaceae)
  - Heisteria sleumeri Standl. in J.F.Macbr.
- (Oleaceae)
  - Hionanthus sleumeri (C.T.White) Stearn
- (Podocarpaceae)
  - Falcatifolium sleumeri de Laub. & Silba
- (Proteaceae)
  - Sleumerodendron Virot, 1968
    - Sleumerodendron australedonicum